# Jason White
Jason White (Little Rock, Arkansas, 1973. november 11.) amerikai gitáros aki több punk rock zenekarban is játszott. A legjelentősebb, hogy turnézó tagja a Green Day-nek.

## Green Day és más projektek
1992 nyarán fellépett a Monsula nevű punk zenekarral mint gitáros Little Rock-ban, az AR club Vino's-ban, később turnézott is velük. A Green Day nevű pop-punk trió barátjaként feltűnt a When I Come Around című klipben, ahogy egy lánnyal csókolózott. 1995-ben belépett a Pinhead gunpowder nevű punk zenekarba az énekes gitáros Mike Kirsch ( akivel Jason előző évben együtt játszott a Sixteen Bullets-ban) távozott. Mikor a Green Day és Pinhead Gunpowder frontember Billie Joe Armstrong elindította az Adeline Records-ot 1997-ben Jason segített neki benne. 1999-ben két Green Day koncerten is feltűnt, mindkétszer pénzt gyűjtöttek a Bridge School Benefit javára. Miután felvették a Warning című albumot a Green Day megkérte Jasont, hogy legyen a háttérgitárosuk a turnékon. Az American Idiot turnéjukon is játszott velük.
2003-ban Balducci néven Jason belépett a The Network-be. Az zenekar egy albuma jelent meg a Money Money 2020.
2005-ben Jason játszott a "Wake Me Up When September Ends" Green Day klipben. Ez volt az első alkalom, hogy a trión kívül más zenész is játszott egy klipben. 2007-ben játszott a "Working Class Hero" klip feldolgozásban is.

## The Influents
Mivel a Pinhead Gunpowder nem sokat járt össze ezért Jason és a Pinhead basszúsgitárosa Bill Schneider alapítani akart egy új zenekart amire fókuszálhatnának. Beszállt még Schneider testvére, Greg Schneider és Willie Samuels dobos és megalakult a The Influents. Greg és Jason megosztotta a dalírást és az éneklést is. Bill Shneider ott hagyta a zenekart az első lemezük a Check Please után, hogy a dobos boltjára koncentráljon. Hamar helyettesítették Johnnie Wentz-cel. Megljelent második lemezük a Some Of The Young, majd személyes és kreatív különbségek miatt és Jason egyre nagyobb kötöttsége miatt a Green Day-hez, feloszlottak.

## Zenekarai
- Numbskulz (gitár, 1988)
- Step By Step (ének, 1989-1990)
- Chino Horde (basszusgitár, 1990-1993)
- Fishwagon (gitár/ének, 1991)
- Monsula (gitár, 1992)
- Pretty (basszusgitár, 1993)
- Sixteen Bullets (basszusgitár, 1994)
- Pinhead Gunpowder (gitár/ének, 1995-2001)
- Green Day (gitár, 1998-napjaink)
- The Influents (gitár/ének, 1999-2003)

Jason belépett a The Big Cats-be 1996-ban miután Josh Bentley basszusgitáros távozott, majd 2000(?)-ben ő lett a gitáros Shannon Yarbrough halála után. A zenekar több zenész mellékes zenekara, ritkán játszanak élőben. A legújabb lemezük az On Tomorrow 2007-ben jelent meg.